# Orquestra Filarmônica de São Carlos
A Orquestra Filarmônica de São Carlos (OFSC) é uma entidade privada, sem fins lucrativos, gerida pela Associação Orquestra Filarmônica de São Carlos.
Foi criada em fevereiro de 2007 por iniciativa do músico, produtor cultural e regente, Maestro Douglas Gomes.
A orquestra tem como diretora artística e regente titular a Maestrina Flávia Nori Bombonato.
Já se apresentou com solistas da própria orquestra e solistas convidados como Ivan Vilela (Brasil), Fabio Zanon (Brasil), Luiz Afonso Montanha (Brasil), Danilo Mezzadri (EUA), Susan Ruggiero (EUA), Rafael Cesário (Brasil), Madalena Dayen (EUA), Jamet Pittman (EUA), John Tirano (EUA) e Joshua South (EUA), além do Coro do Oratório Society of New York.
Teve como regentes convidados os maestros Dario Sotelo (Brasil),  Ricardo Cardim (Brasil), Kent Tritle (EUA) e David Rosenmeyer (Argentina). Além de realizar concertos na cidade de São Carlos, já realizou concertos em diversas cidades do interior paulista e outros estados.

## Maestros
Diretora Artística e Regente Titular
- Flávia Nori Bombonato (BRA)